# Patrick Friesacher
Patrick Friesacher, (născut la data de 26 septembrie 1980, în Wolfsberg, Austria) este un pilot de curse care a concurat în Campionatul Mondial de Formula 1 în sezonul 2005.

## Cariera în Formula 1
| Sezon | Echipă          | Număr puncte | Loc clasament general |
| ----- | --------------- | ------------ | --------------------- |
| 2005  | Minardi F1 Team | 3            | 21                    |

1. ↑  Patrick Friesacher, Česko-Slovenská filmová databáze